# إينا جانغ
إينا جانغ هي مصورة كورية جنوبية، ولدت في 1982 في كوريا الجنوبية.